# سعادة الجلاد
الكولونيل سعادة صالح سعادة حسين الجلاد (أبو سعود؛ وُلِدَ في 1910 في طولكرم – تُوفي في 27 يناير 1995 في طولكرم)، جنرال وقائد عسكري فلسطيني، وأحد أبرز الشخصيات العسكرية الفلسطينية في القرن العشرين، كان قائدًا في شرطة فلسطين الانتدابية في زمن الانتداب البريطاني، وقائدًا للقدس خلال فترة الحكم الأردني، ومن المقربين للعائلة الملكية الأردنية، ومرافقًا شخصيًا عسكريًا لكل من الملك الأردني عبد الله الأول بن الحسين، والملك الأردني الحسين بن طلال.

## سيرته
وُلِدَ سعادة صالح سعادة حسين الجلاد في مدينة طولكرم الفلسطينية عام 1910 ونشأ وترعرع فيها، تلقى تعليمه في مدارس مدينته طولكرم، ثم التحق بكلية ساندهيرست العسكرية الملكية في بريطانيا، فدرس فيها العسكرية وتخرج منها لاحقًا؛ حيث كان يتقن اللغة الإنجليزية، وقد كان والده "صالح الجلاد" من قادة الثورة الفلسطينية الكبرى عام 1936.
بعد عودته من بريطانيا، انضم سعادة الجلاد بتاريخ 1 مارس 1932 إلى سلك شرطة فلسطين الانتدابية، واستمر فيها حتى 15 مايو 1948 حيث انتهى الانتداب البريطاني على فلسطين، فغادرها وهو يحمل رتبة عسكرية رفيعة، ثم عينته الحكومة الأردنية في السلك العسكري الأردني منذ عام 1948 وحتى عام 1967 وذلك خلال فترة الإدارة الأردنية للضفة الغربية والقدس.
خلال حياته العسكرية، تدرج سعادة الجلاد في مناصبه؛ فكان قائدًا لمناطق يافا وطولكرم والقدس ورام الله في فلسطين، كما كان قائدًا لمنطقة الكرك ومنطقة الرمثا في الأردن، ومفتشًا عامًا لشرطة فلسطين الانتدابية، وكان قد خدم في الجيش العربي والأمن العام الأردني وقوات البادية الملكية الأردنية بمناصب رفيعة.
كان سعادة الجلاد ضمن لجنة التحقيق الخاصة في اغتيال الملك الأردني عبد الله الأول بن الحسين في القدس بتاريخ 20 يوليو 1951، كما كان الجلاد قد شارك خلال حياته في مهام عسكرية في عدد من بلدان العالم، منها: مصر عام 1955، وإيران عام 1961 وعام 1963، وروسيا حيث أنهى فيها إحدى الدورات العسكرية عام 1945، واليمن حيث شارك في الثورة اليمنية عام 1962، والسعودية حيث كان عام 1963 ضمن القيادة العليا لحرب اليمن، وغيرها العديد.
بعد حرب النكسة والاحتلال الإسرائيلي للضفة الغربية والقدس عام 1967، اعتزل سعادة الجلاد العمل العسكري والسياسي بشكل نهائي وكامل، فترك كافة المناصب العسكرية، ورفض كافة المناصب التي عرضت عليه، وأقام في مدينته طولكرم؛ حيث منعته إسرائيل نهائيًا من السفر، وعليه لم يستطع زيارة خارج فلسطين منذ عام 1967 وحتى وفاته عام 1995.

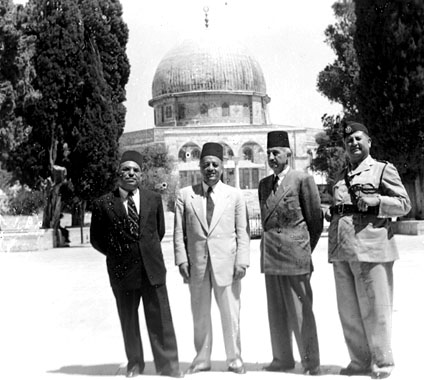
من اليمين بالترتيب: سعادة الجلاد، وعمر الوعري، وأحمد الشقيري؛ أمام قبة الصخرة في القدس عام 1954.
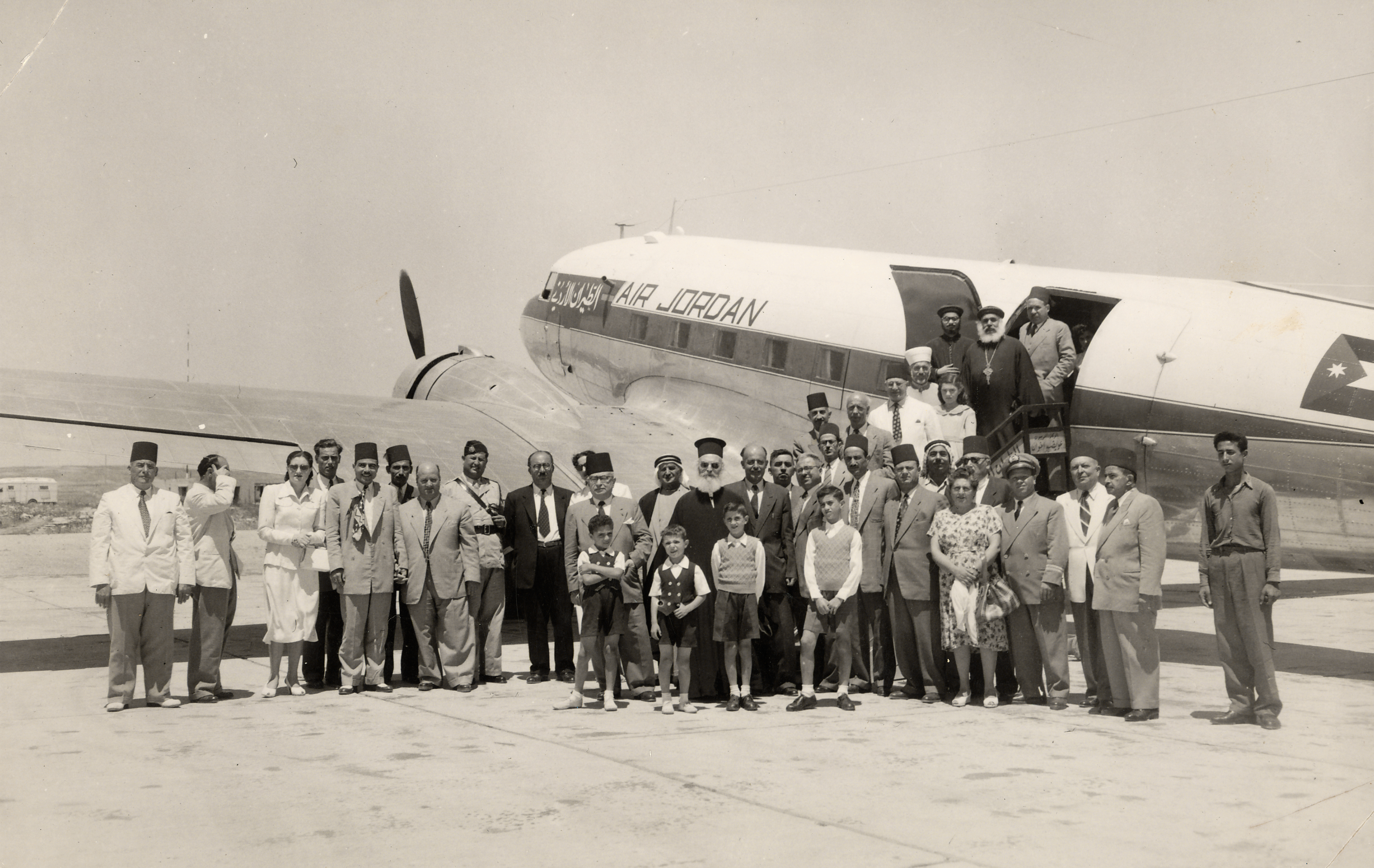
سعادة الجلاد (الشخص الثامن من اليسار) خلال استقباله لوفد دبلوماسي أردني في مطار القدس الدولي عام 1954.

## في الشعر
كتب الشاعر الأردني عيسى الناعوري قصيدته الأولى بعنوان «دمعة» ومناسبتها أن سعادة الجلاد كان قد بكى حينما تم فتح باب العامود في القدس لأول مرة، وذلك في صباح يوم الثلاثاء الموافق 20 سبتمبر 1949، بعد إغلاقه شهورًا طويلة بسبب الحرب في فلسطين.
ومما جاء في قصيدة الناعوري عن بكاء سعادة الجلاد:

## إنقاذه للملك الحسين
أنقذ سعادة الجلاد الملك الحسين بن طلال من محاولة اغتياله؛ وذلك في أثناء حادثة اغتيال جده الملك الأردني عبد الله الأول بن الحسين في القدس بتاريخ 20 يوليو 1951، حيث سارع سعادة الجلاد لاحتضان الحسين بن طلال وسحبه وإبعاده عن مرمى الرصاصات التي كانت تستهدفه هو وجده الملك عبد الله الأول بن الحسين.

## التخطيط لاغتياله
خطط مجموعة من الضباط الأردنيين لاغتيال سعادة الجلاد، إلا أن العقيد الأردني محمود الموسى العبيدات منع ورفض ذلك بشدة، حيث قال العبيدات: «أنا أعارض هذه الأساليب؛ فأسلوب الاغتيال لا يمارسه إلا الجبناء».

## أوسمة
جرى تقليد الجنرال سعادة الجلاد بعدد كبير من الأوسمة العسكرية والمدنية من قبل عدة دول، كان من أبرز هذه الأوسمة:
- الوسام البريطاني للخدمات الجليلة للشرطة، من ملك المملكة المتحدة جورج السادس، بتاريخ 12 يونيو 1947.[24][25]

- وسام الدفاع البريطاني.[25]

- وسام الحرب البريطاني.[25]
- وسام الاستقلال الأردني.[26]

- وسام الاستحقاق العسكري الأردني.

## وفاته
توفي سعادة الجلاد في مدينة طولكرم بتاريخ 27 يناير 1995، عن عمرٍ ناهز 85 عامًا، ودفن فيها بجنازة رسمية لافتة، كما شاركت وفود رسمية من السلطة الوطنية الفلسطينية والحكومة الأردنية في تقديم التعازي ببيت العزاء بطولكرم.
ومما جاء في بيان نعيه عقب وفاته: «لقد فقدت الأمة رجلًا ليس كسائر الرجال.. الراحل اللواء سعادة صالح الجلاد "أبو السعود"».

## روابط خارجية
- سعادة الجلاد وصور لمحطات من حياته العسكرية.
- مقتطفات وصور من حياة سعادة الجلاد.
- سعادة الجلاد في الأرشيف الرقمي الفلسطيني.
- مجموعة الصور الأولى لسعادة الجلاد في أرشيف المتحف الفلسطيني.
- مجموعة الصور الثانية لسعادة الجلاد في أرشيف المتحف الفلسطيني.
- صورة تجمع كل من سعادة الجلاد والملك الأردني عبد الله الأول وراضي عناب وعدنان الحسيني، في القدس عام 1951.
- صورة لسعادة الجلاد مع الملك الأردني الحسين بن طلال.
- بيان نعي سعادة الجلاد، 1995.
- عن سعادة الجلاد على يوتيوب.
- قصة طريفة عن سعادة الجلاد على يوتيوب.